# Suchyj Torez
Der Suchyj Torez (ukrainisch Сухий Торець; russisch Сухо́й Торе́ц) ist ein linker Nebenfluss des Kasennyj Torez in der Ost-Ukraine.
Der Suchyj Torez entspringt bei Semeniwka in der Oblast Charkiw. 
Der Fluss fließt in überwiegend östlicher Richtung. Er passiert die Kleinstadt Barwinkowe, erreicht die Oblast Donezk und mündet schließlich
in Slowjansk in den von Süden kommenden Kasennyj Torez.
Der Suchyj Torez hat eine Länge von 97 km. Er entwässert ein Areal von 1610 km².